# AVĪCI (01)
AVĪCI (01) là đĩa mở rộng (EP) của DJ và nhà sản xuất thu âm người Thụy Điển Avicii. EP được sản xuất bởi Avicii, Benny Blanco, Andrew Watt, Cashmere Cat và Carl Falk, và được phát hành thông qua Avicii Music vào ngày 10 tháng 8 năm 2017.

## Bối cảnh
Ngày 27 tháng 6 năm 2017, Rita Ora ra mắt một phiên bản semi-acoustic của "Lonely Together" tại một sự kiện riêng tại London. Avicii cũng chia sẻ một đoạn nhạc ngắn dài một phút trên Instagram, kèm lời chú thích "New music coming very very (very) soon!". Avicii còn đăng tải các teaser của mỗi bài hát trong EP trước khi phát hành. Avicii đã nói về việc phát hành EP mới: "Tôi rất hào hứng được quay trở lại với âm nhạc. Lâu lắm rồi tôi mới có thể ra mắt một thứ gì đó và cũng đã lâu lắm rồi tôi mới hào hứng về nó như vậy! Mục tiêu của tôi với EP đầu tiên của album này là sự hòa trộn giữa những bài hát cả mới cả cũ: những gì mà người hâm mộ đã mong muốn và chờ đợi từ lâu sẽ được kết hợp với những bài hát hoàn toàn mới mà họ chưa được nghe tới bao giờ!" Trong một buổi phỏng vấn với Pete Tong trên BBC Radio 1, Avicii nói: "Đây là chỉ là một trong chùm 3 EP sắp tới, vậy nên cả album sẽ cùng được phát hành với EP thứ ba." Tuy vậy, khi mà chưa có bất kì đĩa đơn nào khác được phát hành, Avicii đột ngột qua đời ngày 20 tháng 4 năm 2018 do vấn đề sức khỏe. Nhiều nghệ sĩ và người nổi tiếng đã bày tỏ lời chia buồn với anh trên Twitter.

## Danh sách bài hát
| Tải kỹ thuật số  | Tải kỹ thuật số                                       | Tải kỹ thuật số                                                                   | Tải kỹ thuật số                                | Tải kỹ thuật số |
| STT              | Nhan đề                                               | Sáng tác                                                                          | Sản xuất                                       | Thời lượng      |
| ---------------- | ----------------------------------------------------- | --------------------------------------------------------------------------------- | ---------------------------------------------- | --------------- |
| 1.               | "Friend of Mine" (hợp tác với Vargas & Lagola)        | Michelle Phillips John Phillips Tim Bergling Vincent Pontare Salem Al Fakir       | Bergling                                       | 2:39            |
| 2.               | "Lonely Together" (hợp tác với Rita Ora)              | Benjamin Levin Ali Tamposi Bergling Brian Lee Magnus August Höiberg Andrew Wotman | Bergling Benny Blanco Andrew Watt Cashmere Cat | 3:01            |
| 3.               | "You Be Love" (hợp tác với Billy Raffoul)             | Hillary Lindsey Nathan Chapman Bergling Billy Raffoul                             | Bergling                                       | 3:27            |
| 4.               | "Without You" (hợp tác với Sandro Cavazza)            | Carl Falk Bergling Pontare Dhani Lennevald Fakir Alessandro Cavazza               | Bergling Falk                                  | 3:01            |
| 5.               | "What Would I Change It To" (hợp tác với AlunaGeorge) | Bergling Mike Einziger Aluna Francis                                              | Bergling                                       | 2:58            |
| 6.               | "So Much Better" (Avicii remix)                       | Bergling Felix Flygare Floderer Carl Silvergran Cavazza                           | Bergling                                       | 2:37            |
| Tổng thời lượng: | Tổng thời lượng:                                      | Tổng thời lượng:                                                                  | Tổng thời lượng:                               | 17:43           |

Ghi chú
- "Lonely Together" có phần hát của Ali Tamposi, Brian Lee, và Andrew Watt.
- "Without You" có phần hát bè bởi Carl Falk, Dhani Lennevald, và Marcus Thunberg Wessel.
- "So Much Better" có phần hát của Sandro Cavazza.

## Xếp hạng
| Bảng xếp hạng (2017)                          | Vị trí cao nhất |
| --------------------------------------------- | --------------- |
| Úc Albums (ARIA)                              | 14              |
| Album Áo (Ö3 Austria)                         | 9               |
| Album Canada (Billboard)                      | 14              |
| Album Đan Mạch (Hitlisten)                    | 3               |
| Album Pháp (SNEP)                             | 57              |
| Album Đức (Offizielle Top 100)                | 37              |
| Album Ireland (IRMA)                          | 32              |
| Album Ý (FIMI)                                | 18              |
| Album New Zealand (RMNZ)                      | 34              |
| Album Scotland (OCC)                          | 22              |
| Album Thụy Điển (Sverigetopplistan)           | 1               |
| Album Thụy Sĩ (Schweizer Hitparade)           | 11              |
| Album Hoa Kỳ Billboard 200                    | 70              |
| Album Hoa Kỳ Top Dance/Electronic (Billboard) | 3               |